# 南足柄市立南足柄小学校
南足柄市立南足柄小学校（みなみあしがらしりつ みなみあしがらしょうがっこう）は、神奈川県南足柄市関本にある公立小学校。

## 概要
- 酒匂川の支流である狩川の周辺、関本丘陵の西側、箱根外輪山である明神ガ岳のふもとを学区としている。所在地である関本は、古東海道の駅家として、また大雄山最乗寺の門前町として栄えた町である。[2]地域での通称は「南小（なんしょう）」。
- 2022年、南足柄市立北足柄小学校との統合に伴い、南足柄市の北部地域へと学区が拡大した。

## 沿革
- 1873年（明治6年）5月5日 - 関本村龍福寺本堂（関本1040番地）に「化源館」創立[3]。
- 1880年（明治13年） - 「関本学校」に改称[3]。
- 1882年（明治15年） - 関本551番地に校舎新築[3]。
- 1889年（明治22年） - 「南足柄村立高等関本小学校」に改称[3]。
- 1909年（明治42年） - 帽章（現:校章）を桐葉に南字を置くことに決定[3]。
- 1892年（明治25年） - 「南足柄村立尋常南足柄小学校」に改称[3]。
- 1923年（大正12年） - 現在地に校舎移転。「南足柄村立南足柄尋常高等小学校」に改称[3]。
- 1940年（昭和15年） - 南足柄村の町制施行により、「南足柄町立南足柄尋常高等小学校」に改称[3]。
- 1941年（昭和16年） - 国民学校令により、「南足柄町国民学校」に改称[3]。
- 1947年（昭和22年） - 学制改革により、「南足柄町立南足柄小学校」に改称[3]。
- 1953年（昭和28年） - 木造校舎落成[3]。
- 1954年（昭和29年） - 創立80周年記念式典挙行。校歌制定発表[3]。
- 1967年（昭和42年） - 現C棟完成[3]。
- 1972年（昭和47年）
  - 時期不明 - A・B棟完成[3]。
  - 4月1日 - 南足柄町の市制施行により、「南足柄市立南足柄小学校」に改称[3]。
  - 時期不明 - 開校100周年記念式典[3]。
- 1978年（昭和53年） - 学区の一部が分離し、向田小学校開校[3]。
- 1980年（昭和55年） - 体育館（屋内運動場）完成。講堂取り壊し作業完了[3]。
- 1982年（昭和57年） - D棟完成。木造校舎解体[3]。
- 1985年（昭和60年） - 給食室、新D棟完成。木造校舎解体。運動場拡張整備[3]。
- 1986年（昭和61年） - プールと運動場観覧席完成[3]。
- 1987年（昭和62年） - 新B棟が完成し、現在の校舎が出来上がる[3]。
- 1993年（平成5年） - 開校120周年記念式典挙行。遊びの丘完成[3]。
- 2004年（平成16年） - 2学期制試行[3]。
- 2009年（平成21年） - 体育館耐震補強工事完成[3]。
- 2013年（平成25年） - 体育館（屋内運動場）の屋根修理完了[3]。
- 2017年（平成29年） - C棟トイレ改修。
- 2018年（平成30年） - D棟トイレ改修。
- 2019年（平成31年・令和元年） - 普通教室エアコン設置。市商工会青年部50周年事業により、タイヤ遊具修繕と高木伐採実施[3]。
- 2020年（令和2年） - GIGAスクール構想により、1人1台のタブレット導入[3]。
- 2022年（令和4年）4月1日 - 南足柄市立北足柄小学校を統合[4]。学校運営協議会設置[3]。
- 2023年（令和5年） - 創立150周年記念式典挙行。校旗・体育館（屋内運動場）見切り幕寄贈[3]。

## 学区
出典。
- 地蔵堂、矢倉沢、内山、苅野、弘西寺、福泉、雨坪、関本、広町、大雄町、飯沢、狩野（字中河原、上筏場および下筏場を除く）、中沼（字辻下、筏場、押切および神崎を除く）

## 進学先中学校
- 南足柄市立南足柄中学校

## 関係者

### 出身者
- 宮澤ひなた（女子サッカー選手、2011年度卒業）イングランド・ウィメンズ・スーパーリーグ・マンチェスター・ユナイテッドWFC所属。2023 FIFA女子ワールドカップ・得点王。サッカー日本女子代表（なでしこジャパン）[6]。

## 周辺
南足柄市中心部に位置する
- 南足柄市りんどう会館 - 敷地が隣接。
- 南足柄市文化会館 - 市道をはさんで、敷地が隣接。
- 南足柄市森林組合
- 南足柄市立南足柄中学校 - 市道をはさんで、敷地が隣接。
- 南足柄市商工会
- 南足柄市役所

## アクセス
- 箱根登山バス「学校前」停留所下車後、学校正門まで、
  - 地蔵堂行・内山行のりばから、徒歩約315m・約5分。
  - 関山（大雄山駅前）行のりばから、徒歩約340m・約5分。
    - 学校前停留所から学校敷地まで最短距離で50m弱と近いが、学校正門との位置関係で、大回りとなる。
- 伊豆箱根鉄道大雄山線大雄山駅から、
  - 徒歩510m・約8分。
  - 上述の箱根登山バスに乗車し、「学校前」停留所下車後、徒歩。